# Бернард Гопкінс
Бернард Гопкінс (англ. Bernard Hopkins; 15 січня 1965, Філадельфія, Пенсільванія, США) — американський боксер-професіонал.
Брав участь у поєдинках вагових середній (до 72,575 кг / 160 фунтів), другій середній (до 76,204 кг / 168 фунтів) та напівважкій (до 79,379 кг / 175 фунтів) категоріях. Чемпіон світу у середній ваговій категорії (72,575 кг) за версією IBF з 29.04.1995 по 16.07.2005; за версією WBC з 14.04.2001 по 16.07.2005; за версією WBA з 29.09.2001 по 16.07.2005; за версією WBO з 18.09.2004 по 16.07.2005. Чемпіон світу у напівважкій ваговій категорії (79,379 кг)  за версією WBC з 11.05.2011 по 28.04.2012; за версією IBF з 09.03.2013 по 08.11.20114; за версією WBA з 19.04.2014 по 08.11.2014. Загалом переміг 22 бійців за титул чемпіона світу.
11 травня 2011 року у віці 46 років 4 місяці та 10 днів став найстаршою людиною, котра здобувала титул чемпіона світу у боксі. 9 березня 2013 року перевершив власний рекорд та став чемпіоном у 48 років 1 місяць 22 дні. 19 квітня 2014 року став найстаршою людиною, котра захистила та об'єднала титули чемпіона світу у віці 49 років 3 місяці та 4 дні.

## Професіональна кар'єра
Професіональну кар'єру Бернард розпочав 11 жовтня 1988 року боєм в рамках напівважкої ваги проти іншого дебютанта Клінтона Мітчела, якому поступився рішенням більшості суддів. Наступний поєдинок в рамках другої середньої ваги провів аж через півтора року 22 лютого 1990 року і здобув у ньому перемогу, після чого проводив бої у другій середній і середній вазі.
4 грудня 1992 року у своєму першому титульному бою за вакантне звання чемпіона USBA Гопкінс у першому раунді нокаутував Вейна Пауела.
22 травня 1993 року в бою за вакантний титул чемпіона IBF у середній вазі вперше зустрілися Бернард Гопкінс і непереможний (21-0, 20КО) Рой Джонс, і перемогу одноголосно здобув Рой.
Після кількох перемог 17 грудня 1994 року Гопкінс знов отримав можливість поборотися за вакантний пояс IBF у середній вазі. Бій з еквадорцем Сегундо Меркадо відбувся в столиці країни суперника - Кіто, яка, як відомо, знаходиться на високогір'ї. Можливо, через це Гопкінс виглядав в бою не найкращим чином, але закінчився бій нічиєю розділеним рішенням — 114-111 (Гопкінсу), 113-113 і 114-116 (Меркадо).

### Завоювання і захисти титулу чемпіона IBF
29 квітня 1995 року відбувся другий бій за вакантний титул IBF між Гопкінсом і Меркадо, цього разу в США. Гопкінс здобув перемогу технічним нокаутом у 7 раунді і став чемпіоном IBF.
У 1996 - 2000 роках Бернард 12 разів успішно захищав титул чемпіона IBF, у 11 поєдинках отримавши перемогу над суперниками , ще один бій був оголошений таким, що не відбувся.
Проводячи перший захист проти Стіва Френка, Гопкінс здобув перемогу технічним нокаутом вже в першому раунді. У наступному поєдинку Бернард в 4 раунді нокаутував непереможного Джо Ліпсі (25-0, 20КО), після чого той вирішив закінчити боксерську кар'єру. Наступного претендента Вільяма Бо Джеймса Гопкінс зупинив технічним нокаутом у 11 раунді.
19 квітня 1997 року Бернард переміг технічним нокаутом у 7 раунді ексчемпіона світу за версією WBO у першій середній вазі і за версією WBA у середній вазі Джона Девіда Джексона.
20 липня 1997 року завдав технічним нокаутом у 11 раунді першої поразки непереможному (32-0, 22КО) Глену Джонсону.
Після одноголосної перемоги над Ендрю Консілом в наступному бою Гопкінс переміг технічним нокаутом у 6 раунді ексчемпіона за версіями IBF/WBC у напівсередній вазі і за версією WBC у першій середній вазі ямайця Саймона Брауна.

#### Бернард Гопкінс проти Роберта Аллена
Перший бій Бернарда Гопкінса з Робертом Алленом відбувся 28 серпня 1998 року. Бійці активно розпочали поєдинок, викидаючи багато ударів і часто сходячись в клінчі. У 2 раунді Гопкінс опинився на настилі рингу через те, що Аллен штовхнув його тримаючи при цьому за голову. За кілька секунд до закінчення 4 раунду претендент в клінчі знову схопив Гопкінса за голову. Рефері, рознімаючи бійців, відштовхнув Гопкінса так, що той випав через канати з рингу на підлогу зали, травмувавши при цьому ногу. Оскільки Бернард не міг продовжувати поєдинок, бій він був визнаний таким, що не відбувся, а Гопкінс зберіг титул чемпіона.
Через пів року 6 лютого 1999 року відбувся другий бій між Гопкінсом і Алленом. Боксери розпочали бій без розвідки. Гопкінс виглядав набагато агресивнішим і вже у другому раунді у контратаці зумів влучити у щелепу Аллена, надіславши його в нокдаун. Через кілька секунд по тому на ринг впав Гопкінс, але він просто послизнувся. У 4 раунді після виходу із клінча Гопкінс навмисно ударив Аллена в пах. Суддя дав Аллену 5 хвилин на відновлення. Після продовження бою Гопкінс знов вдарив суперника нижче пояса. Суддя ніяк не покарав його за це порушення. Наприкінці цього ж раунду вже Аллен ударив Гопкінса після команди рефері "стоп". А після гонга про закінчення раунду, виходячи з клінча, Аллен упав, як підкошений, але суддя не помітив у цьому епізоді ніякого порушення правил. У 5 раунді потужний удар Гопкінса помітно потряс Аллена, але коли Бернард кинувся добивати, супротивник врятувався в клінчі. У 6 раунді Бернард знов надіслав Роберта в нокдаун. Аллен виглядав дуже стомленим. У 7 раунді після затяжної атаки Гопкінса Аллен майже не відповідав на удари, і суддя зупинив поєдинок.

### Об'єднавчий бій з Кітом Голмсом
Після перемог над Сідом Вандерпулом і двічі над Антуаном Еколсом 14 квітня 2001 року Бернард Гопкінс зустрівся у об'єднавчому бою з двократним чемпіоном WBC Кітом Голмсом. У цьому поєдинку Гопкінс часто пробивав в пояс на межі фолу та нижче пояса. На початку третього раунду йому вдалося потрясти Голмса. У 5 раунді Гопкінс завдав удар супернику в пах. У 8 раунді Голмс добре влучив, але не зумів розвинути успіх. Пізні раунди проходили в обопільних атаках. У 12 раунді Гопкінс знов приклався нижче пояса. Бій закінчився одноголосною перемогою Гопкінса — 118-109, 117-110 і 119-108. Гопкінс став об'єднаним чемпіоном IBF/WBC.

### Об'єднавчий бій з Феліксом Трінідадом
Ще до самого бою Бернард Гопкінс, який і у своїх боях користувався брудними прийомами, відзначився аморальним вчинком. На відкритій прес-конференції у Нью-Йорку, присвяченій майбутньому бою, Гопкінс вихопив з рук Фелікса Трінідада прапорець Пуерто-Рико і на очах величезного натовпу народу, серед якого були і прихильники Трінідада, кинув його на землю, на що глядачі відповіли оглушливим свистом.
У поєдинку, що відбувся 29 вересня 2001 року, на кону були пояси чемпіонів IBF, WBC, WBA (Super) і журналу «Ринг». Трінідад відразу зайняв центр рингу, але досить скоро стало видно, що у нього мало що виходить. Гопкінс був рухливішим, викидав більше ударів, які потрапляли у ціль, а пуерториканець занадто вицілював голову американця. Надалі Гопкінс почувався дуже комфортно, постійно завдаючи ударів джебом і набираючи очки. Перед останнім раундом Трінідад виглядав виснаженим. В дванадцятому раунді Гопкінс наносить удар за ударом явно побитому Трінідаду. У середині раунду американець завдав правого бокового удару, після якого пуерториканець опинився на помості. Батько боксера Фелікс Тринідад-старший вийшов на ринг, повідомивши рефері про відмову від продовження бою.

### Об'єднавчий бій з Оскаром Де Ла Хоєю
У вересні 2003 року чемпіон світу в п’яти дивізіонах Оскар Де Ла Хойя вирішив перейти до середньої ваги, щоб кинути виклик беззаперечному чемпіону в середній вазі Гопкінсу. 5 червня 2004 року він зустрівся в бою з Феліксом Штурмом, відібрав у німця титул чемпіона WBO у середній вазі і 18 вересня 2004 року вийшов на бій проти Гопкінса. Впродрвж перших восьми раундів двоє боксерів проводили здебільшого тактичний поєдинок, орієнтований на захист, але Гопкінс був значно попереду за очками. У середині дев'ятого раунду Гопкінс влучно виконав лівий хук у печінку Де Ла Хойї, змусивши того опуститися на помост і відмовитися від продовження бою. Гопкінс став першим, кому вдалося об'єднати усі 4 найпрестижніші пояси одного дивізіону.